# Canary Black
Canary Black és una pel·lícula d'espionatge i thriller d'acció del 2024 dirigida per Pierre Morel i escrita per Matthew Kennedy. La pel·lícula és protagonitzada per Kate Beckinsale com a agent de la CIA en fuga. S'ha subtitulat al català.
El film es va presentar per primera vegada al Marché du Film del 2022 com un thriller d'espies dirigit per Pierre Morel, escrit per Matthew Kennedy i protagonitzat per Kate Beckinsale. A l'American Film Market d'aquell any, es van publicar les primeres imatges de la producció.
El rodatge va començar a Croàcia l'octubre de 2022, i va durar fins al gener de 2023. El rodatge va tenir lloc principalment a Zagreb, on el rodatge va interrompre el servei de diversos tramvies per controlar l'entorn de les seqüències d'acció a l'aire lliure, que incloïen Kate Beckinsale sobrevolant la ciutat des d'un dron i penjada dels terrats. El rodatge a Zagreb va utilitzar l'estadi Maksimir del Dinamo Zagreb com a plató de pel·lícula, i la ciutat de Rovinj va simular que era Tòquio. L'escena final es va filmar al Triple Pont de Ljubljana.
Canary Black es va publicar a Prime Video el 24 d'octubre de 2024.